# Khamsa (symbole)
Pour les articles homonymes, voir Main (homonymie), Fatima et Khamsa.

Khamsa utilisée comme pendentif.

La khamsa (arabe : خمسة, judéo-arabe : חמסה, hébreu : חמשׁ), parfois transcrit khmissa ou khomsa, aussi appelée afust en Grande Kabylie (kabyle : ⴰⴼⵓⵙⵜ)[réf. nécessaire], ou main de Fatma, main de Fatima ou main de Myriam, est un symbole représentant une main, utilisé comme amulette, talisman et bijou par les habitants d'Afrique du Nord (dont il est originaire) et du Moyen-Orient pour se protéger contre le mauvais œil. Ce symbole apotropaïque est souvent associé à la déesse Tanit, déesse punique et berbère.
Dans les langues berbères, le terme « afus », qui désigne un motif décoratif similaire à la khamsa, signifie littéralement « main ». Les termes « khamsa » en arabe, et « hamesh » en hébreu, signifient quant à eux « cinq », en référence aux cinq doigts de la main, nombre qui joue un rôle primordial dans les systèmes de numération (système quinaire).

## Origine
Son origine est incertaine, peut-être moyen-orientale et sémitique ou nord-africaine punico-berbère ou sémito-berbère. 
C'est en effet un symbole très présent dans les coutumes sémitiques, les croyances sémitiques, les croyances puniques et les croyances berbères.
Des représentations de la main s'apparentant à une khamsa se retrouvent dans des sites d'art rupestre partout à travers le monde, et elles peuvent être peintes ou gravées.

## Symbolisme
Certains ont tendance à associer le signe des cinq doigts aux cinq livres de la Torah pour les Juifs, aux cinq piliers de l'islam ou aux cinq du manteau (Ahl al-Kisa, à savoir le Prophète, sa fille Fatima et son époux Ali, ainsi que leurs deux fils Hassan et Hussein) pour les musulmans. Cette symbolique a sans doute évolué dans le temps au regard des preuves archéologiques suggérant que la khamsa ait précédé la naissance des deux religions. En effet, ce symbole existait déjà dans les religions polythéistes phénicienne, punique et libyque ou libyco-berbère où il était associé à la déesse Tanit.
Toutefois, certains musulmans la considèrent simplement comme un symbole de superstition, pensant que seul Dieu les protège et que la khamsa peut être interprétée comme un totem (ou une amulette) lié à une forme de shirk.
Les doigts pointent vers le haut ou vers le bas selon les goûts ou la décoration qui y est associée. Cette symbolique a sans doute évolué dans le temps au regard des preuves archéologiques.

## Histoire

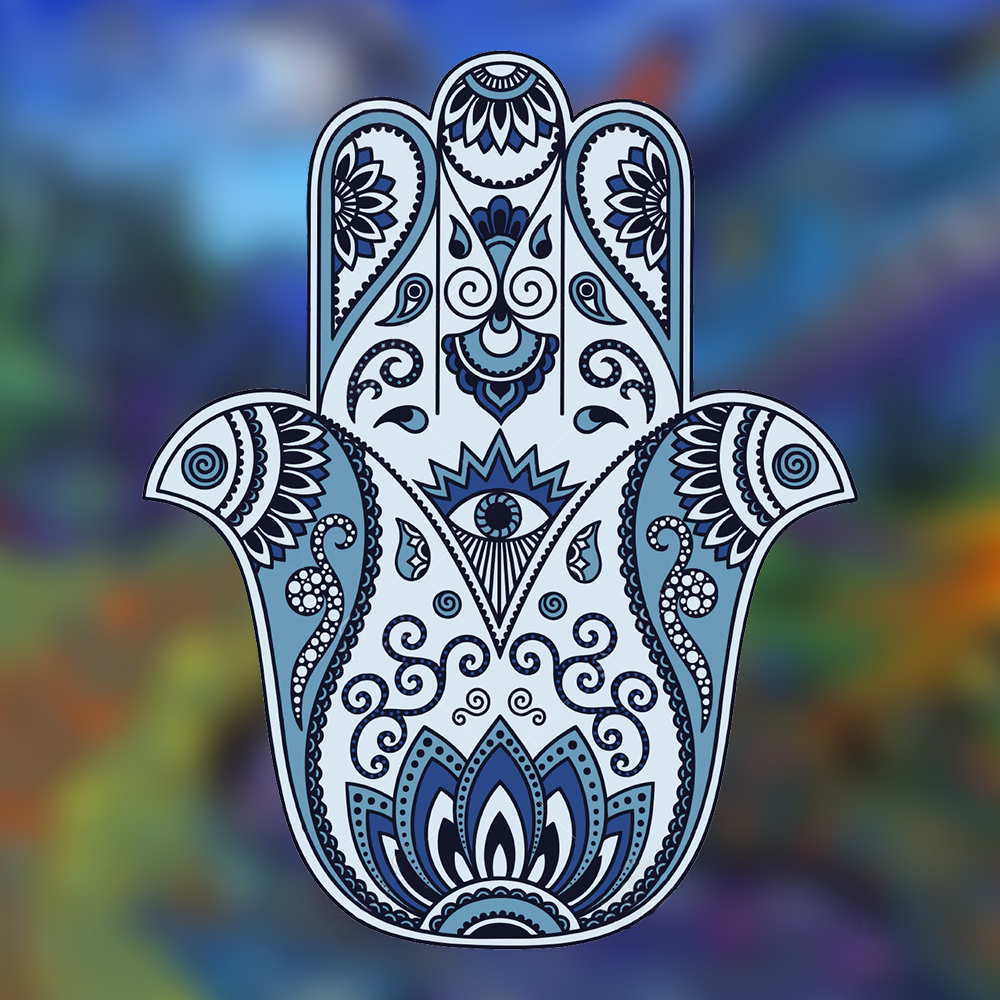
Représentation symétrique : trois « doigts » dans un « calice » et un œil au centre.

Elle tient ses origines dans la représentation de la main de Tanit, déesse de la fécondité dans la civilisation punique, présente dans une bonne partie de la Méditerranée occidentale. La forme symétrique garde la mémoire d'un symbolisme sexuel, où les trois « doigts » centraux représentent le sexe masculin, accueilli dans le creux des deux « doigts » latéraux représentant le sexe féminin (ce qui en ferait un symbole de fécondité et de vie, équivalent à la magen David).[réf. nécessaire]
À partir du Ve siècle avant notre ère, on peut voir cette main de Tanit gravée sur des stèles funéraires afin de protéger le défunt, le défendre et repousser ce que l'on nommera bientôt, le « mauvais œil ». Cette main devenant un symbole est adoptée par les religions monothéistes telle que le judaïsme puis l'islam et est l'ancêtre directe de la khamsa.

## Tradition nord-africaine

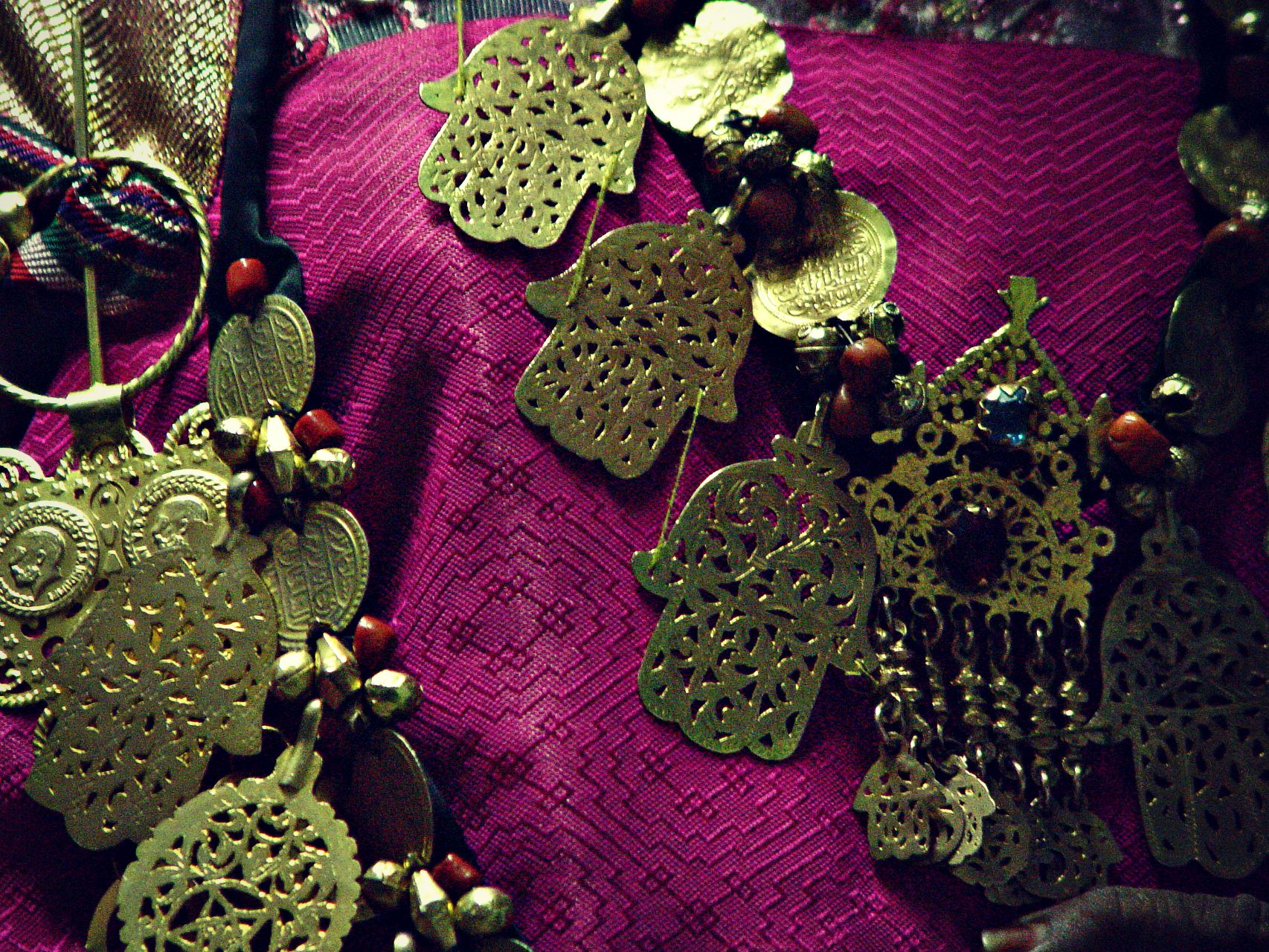
Khamsa en or du sud de la Tunisie.

La khamsa est répandue en Afrique du Nord et se voit vendue sous différentes formes, en Tunisie, en Algérie, au Maroc, mais aussi en Libye et en Égypte. Elle est souvent peinte sur les façades des maisons et des plaques, souvent réalisées en céramique de couleur turquoise, qui sont très communes dans la Tunisie et l'Égypte modernes.
La khamsa est un symbole lié à l'Afrique du Nord sans être forcément rattaché à la religion, musulmane ou juive. Elle est ainsi présente dans le logo de plusieurs régiments de l'armée française (par exemple le 1er régiment de tirailleurs) ou encore dans celui du Cercle algérianiste (association créée en 1973 qui entretient une mémoire « pied-noire »).

## Islam
La vision de nombreux musulmans sunnites est que selon le Coran seul Allah protège les croyants et c'est à lui que toute personne doit demander de l'aide : le faire par le moyen de la khamsa relèverait selon eux d'une forme de polythéisme (shirk) car le risque serait de croire que la khamsa apporte par elle-même une protection, ce qui reviendrait à la diviniser.
En revanche, contrairement au sunnisme, le chiisme reconnaît une place à un signe qui se réfère à Dieu. Chez les musulmans, les doigts de la khamsa sont fréquemment gravés des cinq noms très respectés : Mahomet, Ali, Fatima, Hassan et Hussein. Louis Massignon explique que, pour certains courants musulmans, appartenant au chiisme ou même à certains courants soufis, cette main serait un rappel du nombre des prières à pratiquer quotidiennement, chacune de ces prières étant selon eux plus ou moins liée à l'un de ces cinq noms fondateurs.

## Judaïsme
Les Juifs la surnomment « main de Myriam », en référence à la sœur de Moïse et d'Aaron appelée Myriam. Le terme « khamsa » est autant hébreu que arabe.
Certains pensent que la khamsa se réfère à la légende des dix plaies d'Égypte qui veut qu'avant sa sortie d'Égypte, Moïse eut ordonné à ses disciples de peindre la porte de toutes les maisons juives avec du sang de mouton.
La khamsa est populaire en Israël auprès des Juifs. Les Juifs ne la considèrent pas comme ayant des attaches islamiques autres que le nom partagé entre l'hébreu et l'arabe. Chez les Juifs, le poisson peut être considéré comme un symbole de chance, c'est pourquoi beaucoup de khamsas y sont complétées par des figures de poissons. Les khamsas sont également incorporées dans des plaques murales, des trousseaux et des colliers. Parfois, elles portent une inscription de prières juives comme la Chema Israël, la Birkat HaBayit (en) (bénédiction du foyer) ou la Tefilat HaDerech (en) (prière du voyage).
Il existe une khamsa sur un mur portant l'inscription behatzlacha, littéralement « bonne chance » ou « puisses-tu réussir ».

## Christianisme
Bien que dans le christianisme la khamsa ne soit pas aussi populaire que dans le judaïsme ou l'islam, elle est néanmoins utilisée. Elle est souvent associée à la main de Marie, priant la Trinité pour ceux qui demandent son intercession. Une khamsa, contenant du sel ou de la terre de Jérusalem, avec une icône et une bénédiction pour la maison, est parfois présente à l'entrée de certains foyers chrétiens.
La khamsa porte parfois le nom de « main de Marie » en référence à la mère de Jésus-Christ.

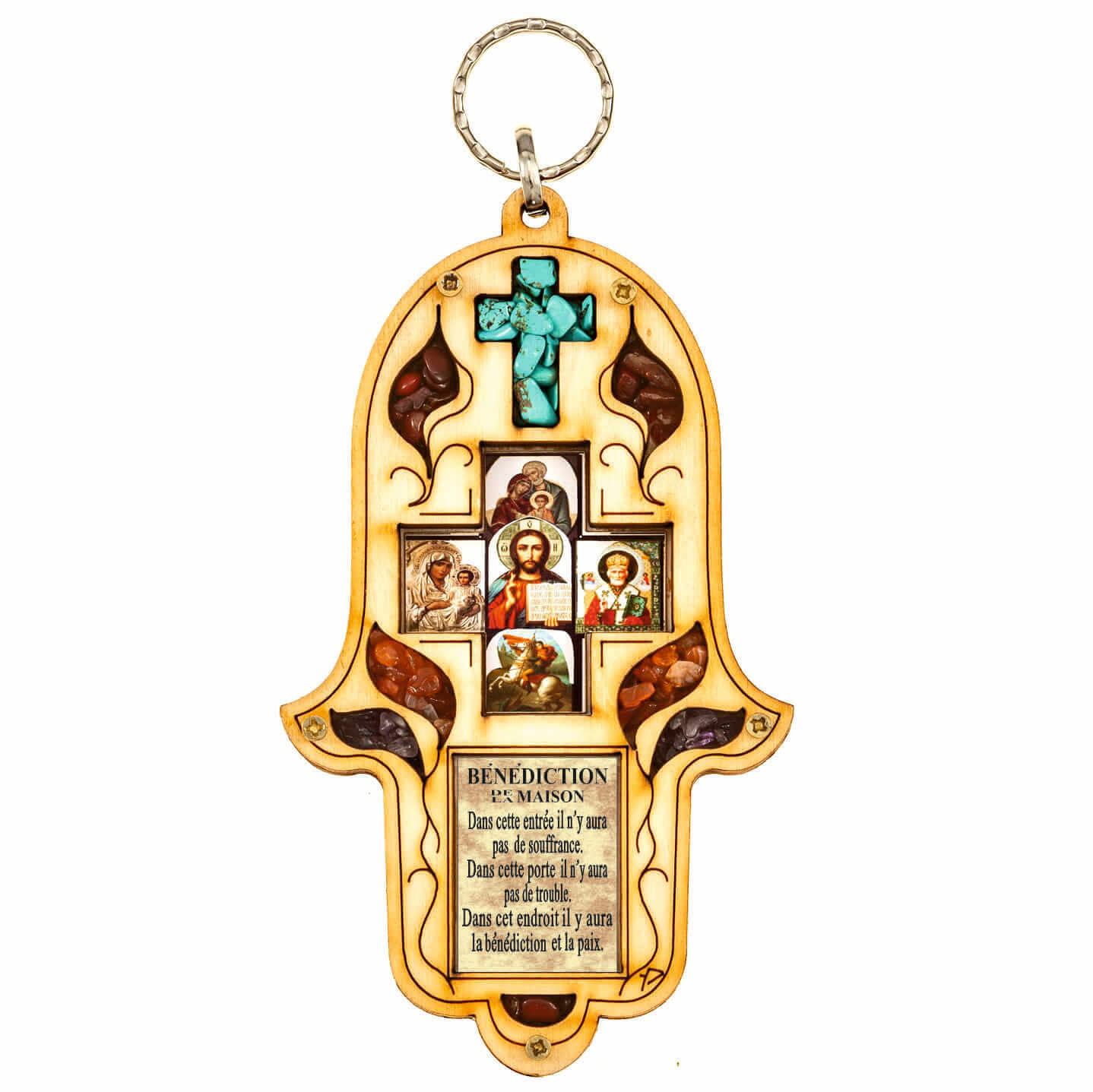
Khamsa chrétienne pour la bénédiction de la maison.
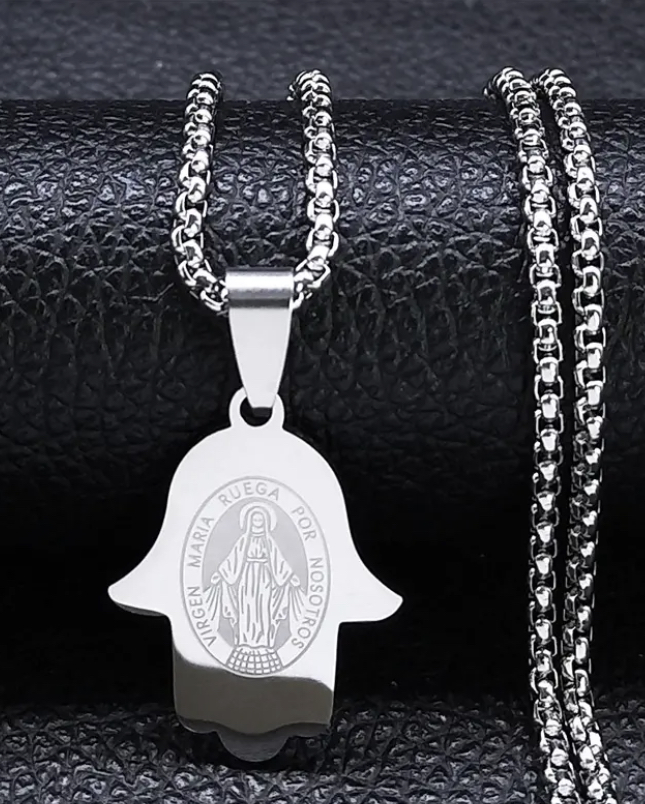
Khamsa chrétienne en pendentif avec la vierge Marie représenté.

## Drapeaux

Drapeau de nationalistes algériens dans les années 1960[7].
Drapeau de l'UDMA[8].
Drapeau de l'UDMA[8].
Un drapeau de la révolte de Sétif[9].
Un drapeau de harkis[10].
Ancien drapeau d'Anjouan datant du sultanat, repris pendant la crise séparatiste en 1997[11],[12]

## Insignes

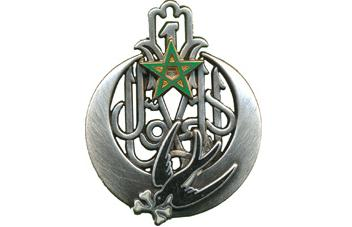
Insigne du 1er régiment de tirailleurs.

## Sources
- (en) Cet article est partiellement ou en totalité issu de l’article de Wikipédia en anglais intitulé « Hamsa » (voir la liste des auteurs).